# Норберт Йокъл
Норберт Йокъл (на немски: Norbert Jokl, 1877 – 1942) е евреин родом от южноморавския край Чехия. Приема се, че Йокъл е основоположник на албанистиката. 

## Биография
Завършва гимназия с отличие и се записва във Виенски университет където учи право и се дипломира през 1901 г. с пълно отличие. След дипломирането си се посвещава на лингвистиката и по-специално на индоевропейските езици, славянска и романска филология. Завършва и филология при Ватрослав Ягич, Паул Кречмер и Вилхелм Майер-Любке през 1908 г. – отново с отличие.
От 1903 до 1938 г. е библиотекар и заема различни длъжности във Виенския университет, а от 30-годишна възраст се посвещава на изучаването на албански език. От 1913 г. Йокъл е частен доцент по албански, славянски и балтийски езици, а от 1923 г. е извънреден професор и ръководител на катедрата по общо индоевропейско и угро-финско езикознание. От 1937 г. е таен съветник, като преди това публикува много материали в областта на албанологията.
Още с идването на НСДАП на власт в Германия, към Йокъл спират поканите за научни конференции и симпозиуми, а работите му не се печатат в Германия. Той посещава Албания за първи път в живота се през 1937 г. – на 60-годишна възраст.
Следващите четири години от живота си Йокъл прекарва в Нойбау, препитавайки се със случайни ангажименти. 
След ареста му на 27 април 1942 г. е интерниран в концентрационния лагер Малък Тростенец край Минск, където намира смъртта си.

## Публикации
- Studien zur albanischen Etymologie und Wortbildung. Hölder, Wien 1911.
- A(lessander) Brückner: Slavisch-Litauisch. ---: Albanisch. Strassburg 1917.
- Das Finnisch-Ugrische als Erkenntnisquelle für die ältere indisch-germanische Sprachgeschichte (Festschrift für Baudouin de courtenay, 1921).
- Voks albanesische Liedersammlung mit sprachwissenschaftlich-sachlichen Erläuterungen versehen, 1921.
- Linguistisch-kulturhistorische Untersuchungen aus dem Bereiche des Albanesischen. De Gruyter, Berlin (u.a.) 1923.
- Albaner, Sprache (Reallexikon der Vorgeschichte, hrsg. von M. Ebert, 1924).
- Südslavische Wortstratographie und albanische Lehnwortkunde. Makedonskija Naučen Inst., Sofija 1933. S. 119 – 146.
- Zur Ortsnamenkunde Albaniens. In: Zeitschrift für Ortsnamenforschung, 10, 2. Oldenbourg, München (u.a.) 1934. S. 181 – 206.
- Zur Lehre von den alb.-griech. Teilgleichungen. In: Revue internationale des études balkaniques, 1. Inst. balkanique, Beograd 1934, S. 46 – 64.
- Zu den lateinischen Elementen des albanischen Wortschatzes. In: Glotta, Bd. 25, 1/2. Vandenhoeck & Ruprecht, Göttingen 1936. S. 121 – 134.
- Balkanlateinische Untersuchungen. In: Revue internationale des études balkaniques, 3. Inst. balkanique, Beograd 1936, S. 44 – 82.
- Sprachliche Beiträge zur Paläo-Ethnologie der Balkanhalbinsel. (Zur Frage der ältesten griechisch-albanischen Beziehungen.) Aus dem Nachlaß hrsg. v. Oskar E. Pfeiffer. Mit einem Vorw. v. Georg R. Solta. Österr. Akad. d. Wiss. Phil. -hist. Kl. Schriften d. Balkankommission. Linguistische Abt., 29. Wien 1984.